# Chin
Chin er en delstat i det vestlige Burma på 36.020 km². Hovedstaden er Hakha.
Chin er en bjergrig region med mange naturlige vandløb og bjergkæder, der løber fra nord til syd. Mount Victoria, eller Mount Khawnusoum, 3200 meter høj, er den højeste top i Chin.
Manipura River løber gennem den nordlige område. Længste vandfald i Chin er Bungtlavandfaldet i Matupi.
Der bor i dag ca. 1200 fra Chin i Danmark.[kilde mangler] De er næsten alle kommet til Danmark som FN kvoteflygtninge.
22°00′N 93°30′Ø / 22°N 93.5°Ø